# هاينز مولر (لاعب كرة قدم)
هاينز مولر (بالألمانية: Heinz Müller)‏ (24 أبريل 1943 بنورنبرغ في ألمانيا - ) هو لاعب كرة قدم ألماني في مركز الهجوم. لعب مع نادي نورنبرغ.

## وصلات خارجية
- هاينز مولر (لاعب كرة قدم) على موقع قاعدة بيانات كرة القدم.إي يو (الإنجليزية)
- هاينز مولر (لاعب كرة قدم) على موقع بيانات كرة القدم. دي إي (الألمانية)
- هاينز مولر (لاعب كرة قدم) على موقع عالم كرة القدم.نت (الإنجليزية)